# Маслов, Виктор Алексеевич
Виктор Алексеевич Маслов (… — 13 декабря 1942, Баку) — физик, кандидат физико-математических наук.

## Биография
Учился в Харьковском электромеханическом техникуме
- 1936 — окончил Харьковский механико-машиностроительный институт
- 1933 — работал в Харьковском физико-технологическом институте, практикант, дипломник
- 1936 — инженер лаборатории радиоактивных измерений и аспирант А. И. Лейпунского
  - в 1937 году, совместно с Ф. Ф. Ланге и В. С. Шпинелем, предложил метод разделения изотопов урана центрифугированием,
- 1940 перешёл в ЛУН (Лаборатория ударных напряжений)
  - в 1940е году, совместно с В. С. Шпинелем предложил НКО СССР начать работу по созданию атомного оружия. Получил отказ. Обратился с письмом к наркому обороны Семёну Константиновичу Тимошенко о необходимости создания спецлаборатории для проведения экспериментальных работ по использованию атомной энергии в военных целях. Вновь получил отказ.

## Великая Отечественная война
Ушёл добровольцем, направлен на курсы воентехников при Артиллерийской академии РККА им. Дзержинского в Москве. 
С ноября 1941 — в зенитно-артиллерийских частях действующей армии.
Умер от ран 13 декабря 1942 года в госпитале Баку.